# Prestoy Point
Der Prestoy Point (englisch; bulgarisch нос Престой nos Prestoj) ist eine 0,8 km lange Landspitze an der Graham-Küste des Grahamlands auf der Antarktischen Halbinsel. Sie liegt 11,3 km südöstlich des Vorweg Point, 14,5 km südsüdwestlich des Duyvis Point und 8,4 km nördlich bis westlich des Mount Genecand, dessen Ausläufer sie ist, am Kopfende der Barilari-Bucht. 
Britische Wissenschaftler kartierten sie 1976. Die bulgarische Kommission für Antarktische Geographische Namen benannte sie 2015 nach der Ortschaft Prestoj im Norden Bulgariens.